# توپ (جنگ‌افزار)

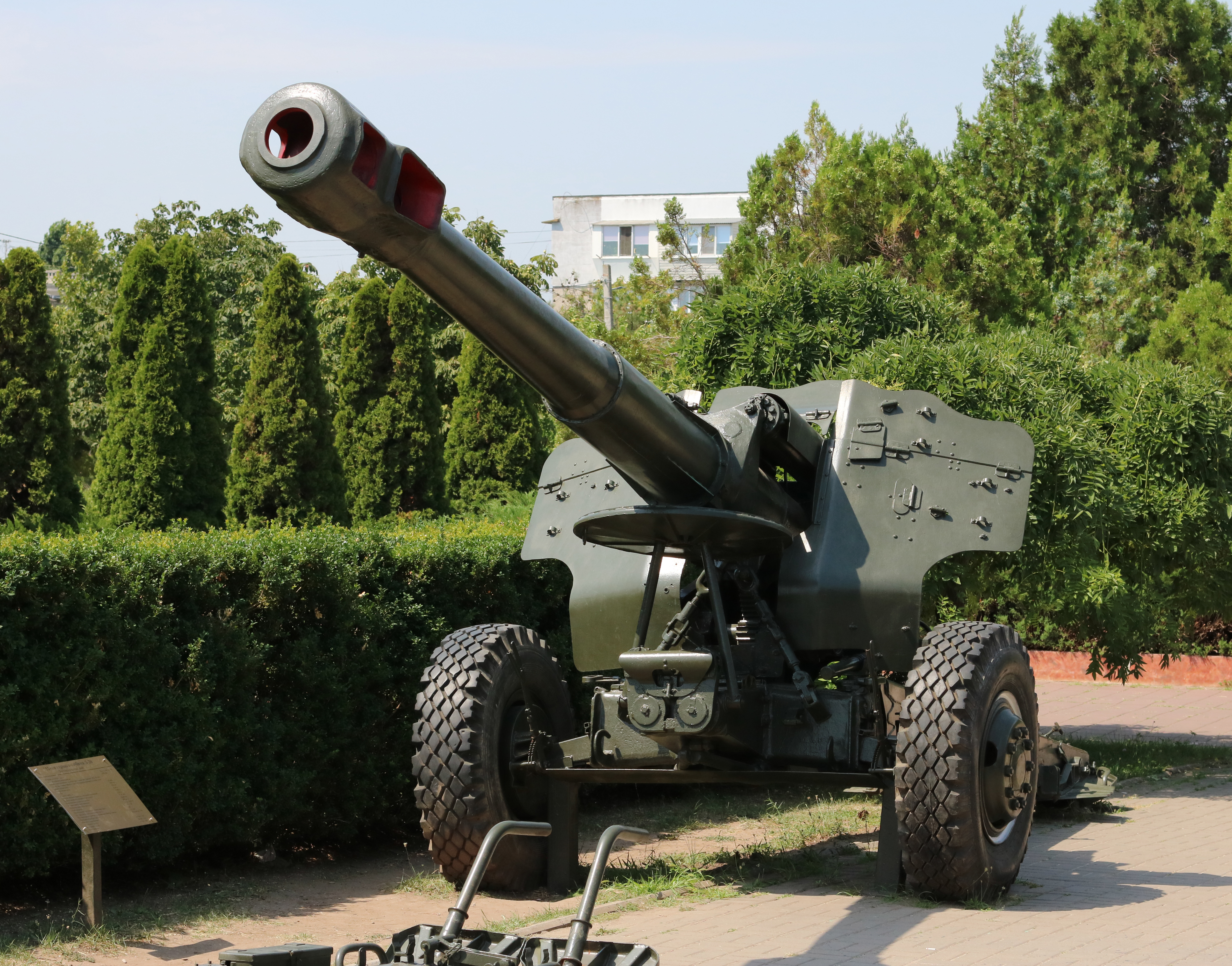
یک توپ هویتزر ام۱۹۵۵ ساخت شوروی

توپ، نوعی سلاح سنگین است که با استفاده از مواد منفجره، گلوله‌ای سنگین را به‌سمت هدف شلیک می‌کند. به این نوع سلاح، پرتابه با مسیر پرتاب صاف هم گفته می‌شود، در تضاد با خمپاره‌ها یا سلاح‌هایی با مسیر پرتاب قوسی که می‌توانند از روی موانع شلیک کنند. 
اگر طول لوله بیشتر از ۱۵ برابر قطر داخلی آن (کالیبر) باشد، به آن «توپ با مسیر پرتاب صاف» می‌گویند؛ اگر کوتاه‌تر باشد و زاویه پرتاب بالا برود، تبدیل به هویتزر یا خمپاره می‌شود.
توپ‌ها برای جنگ و دفاع استفاده می‌شوند و می‌توان آن‌ها را بر اساس وزن گلوله، جنس مواد سازنده، و روش بارگذاری از جلو یا عقب دسته‌بندی کرد.
این اسلحه در دسته‌های جداگانه‌ای تقسیم‌بندی شده‌است، مانند توپ ضدتانک، توپ پشتیبانی و غیره.
توپ نه‌تنها نقشی محوری در تاریخ نظامی ایفا کرده، بلکه در شکل‌گیری ساختار سیاسی و دفاعی جهان نوین نیز مؤثر بوده است.
توپ‌ها در سده‌های ۱۵ و ۱۶ چنان قدرت ویرانگری داشتند که در اروپا به آن‌ها لقب "پادشاه میدان جنگ" داده بودند. این سلاح‌ها توانستند ساختار دفاعی بسیاری از قلعه‌های سنتی را که در برابر شمشیر و تیر مقاوم بودند، در هم بشکنند.
شاه عباس صفوی با کمک کارشناسان نظامی اروپایی به ویژه ایتالیایی‌ها و انگلیسی‌ها، واحد توپخانه ایران را توسعه داد. در نبردهای مهمی مانند نبرد با ازبکان و عثمانی‌ها، توپخانه ایرانی نقش مهمی ایفا کرد.
از آن دوره یعنی سده یازدهم و در دوره صفوی یک کتاب دست‌نوشته با موضوع توپ سازی به جا مانده است که اکنون با شماره ۲۰۸۵ در کتابخانه مرکزی دانشگاه تهران نگهداری می‌شود.
این رساله یکی از معدود منابع فارسی است که به‌طور تخصصی به دانش فنی و عملی توپ‌ریزی و توپ‌سازی پرداخته و شامل مطالبی در زمینه‌های زیر است:
انتخاب قالب مناسب برای توپ
- استفاده از فلزات (مانند مس و قلع) برای ریخته‌گری
- نحوه آماده‌سازی کوره و ذوب فلز
- ترتیب مراحل ریختن فلز در قالب‌ها
- سرد شدن و بیرون آوردن توپ

در متن، اندازه‌های مختلف لولهٔ توپ، قطر داخلی، ضخامت بدنه، و وزن تخمینی هر بخش آورده شده تا ساخت آن دقیق انجام گیرد. به نسبت بین طول لوله و قطر دهانه نیز اشاره شده، که نشان‌دهندهٔ آشنایی نویسنده با اصول بالستیکی ابتدایی است.
در چند بخش از رساله به نوع باروت و گلوله‌هایی که باید در توپ استفاده شود اشاره شده است. احتمالاً به ترکیب باروت، مقدار آن نسبت به اندازهٔ توپ، و روش پر کردن توپ اشاره‌هایی وجود دارد.
متن دارای واژه‌ها و اصطلاحاتی است که ویژهٔ صنعت توپ‌سازی و نظامی‌گری آن زمان بوده‌اند. واژگانی مانند «خمّ»، «نقاره‌خانه»، «رزین»، «ریخته‌گری» و «سنگین‌کاری» دیده می‌شود. این امر اهمیت زبانی و واژه‌شناسی رساله را نیز برجسته می‌کند.
نویسنده به مسائل ایمنی مانند ترک برنداشتن توپ، درست بودن تناسب سوراخ‌ها و جلوگیری از انفجار ناخواسته نیز توجه داشته است. این نشان می‌دهد که تجربه عملی پشت نوشتار بوده است.
در سال ۱۴۵۳، سلطان محمد دوم عثمانی برای فتح قسطنطنیه از توپ‌های غول‌پیکری به‌نام بازیلیک استفاده کرد. این توپ‌ها دیوارهای عظیم شهر را در هم شکستند و عصر امپراتوری بیزانس را به پایان رساندند.
توپ «دولّه گریت» (Dulle Griet) هنوز در بلژیک نگهداری می‌شود.
این توپ عظیم با وزن بیش از ۱۶ تُن و ساخت سال ۱۴۵۰، هنوز در شهر خنت در بلژیک قرار دارد. گفته می‌شود روزی فقط می‌توانست یک شلیک انجام دهد ولی برای زمان خود خارق‌العاده بوده است.
امروزه برخی توپ‌ها نقش تزئینی و نمادین یافته‌اند. در شهرهای بندری یا قلعه‌های قدیمی، گاهی توپ‌های قدیمی را به‌عنوان ستون، مانع، یا حتی پایه پرچم استفاده می‌کردند. در برخی شهرهای اروپا توپ‌های قرن ۱۷ به‌جای «بولارد» (مانع اسکله) در بنادر به‌کار گرفته شده‌اند.

## سازوکار
از نظر فنی، توپ از لوله، پایه و سامانه‌های نشانه‌گیری تشکیل شده است. گلوله از طریق باروت شلیک می‌شود. برای رسیدن به مسیر پرتاب صاف، باید لوله‌ای بلند و نازک داشته باشد. بسته به نوع بارگذاری، توپ‌ها به دو دستهٔ بارگذاری از جلو و عقب تقسیم می‌شوند.
برای افزایش دقت، در برخی توپ‌ها داخل لوله شیارهای مارپیچ تعبیه شده است که باعث چرخش گلوله می‌شود. بسته به هدف، نوع گلوله نیز متفاوت است: گلولهٔ سنگی، گلولهٔ آهنی، گلولهٔ انفجاری، ترکش، و گلوله‌های ضدزره با هسته‌های ساخته‌شده از تنگستن یا اورانیوم ضعیف‌شده.

## نام

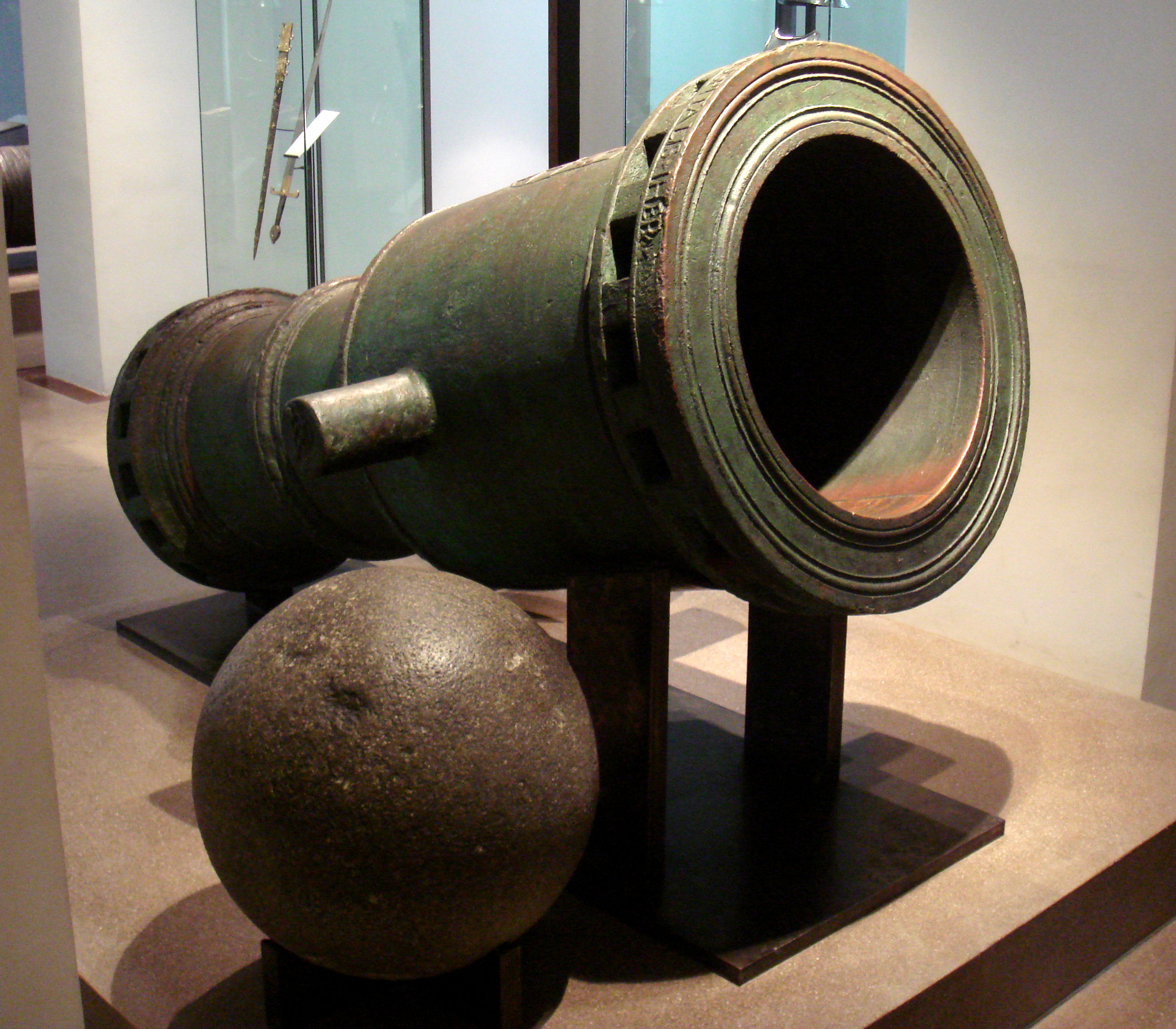
نمونهٔ توپی که در بین سال‌های ۱۴۸۰ تا ۱۵۰۰ میلادی برای محافظت از بیت‌المقدس به کار گرفته شده‌است.

توپ‌های سرپُر (توپ‌هایی که انتهای آن‌ها بسته بود و ابتدا مواد منفجره و سپس گلوله در آن‌ها قرار می‌گرفت) در زبان فارسی در آغاز «توپ» نام گرفتند. با پیشرفت فناوری توپ‌های سرپُر جای خود را به تفنگ که گلوله به همراه مواد منفجره از انتها وارد لولهٔ سلاح می‌شود، دادند.
بااین‌حال، در زبان فارسی واژهٔ توپ کماکان برای توصیف تفنگ‌های با توان آتش بالاتر باقی ماند و تفنگ‌های با توان آتش پایین‌تر تفنگ نامیده شدند.

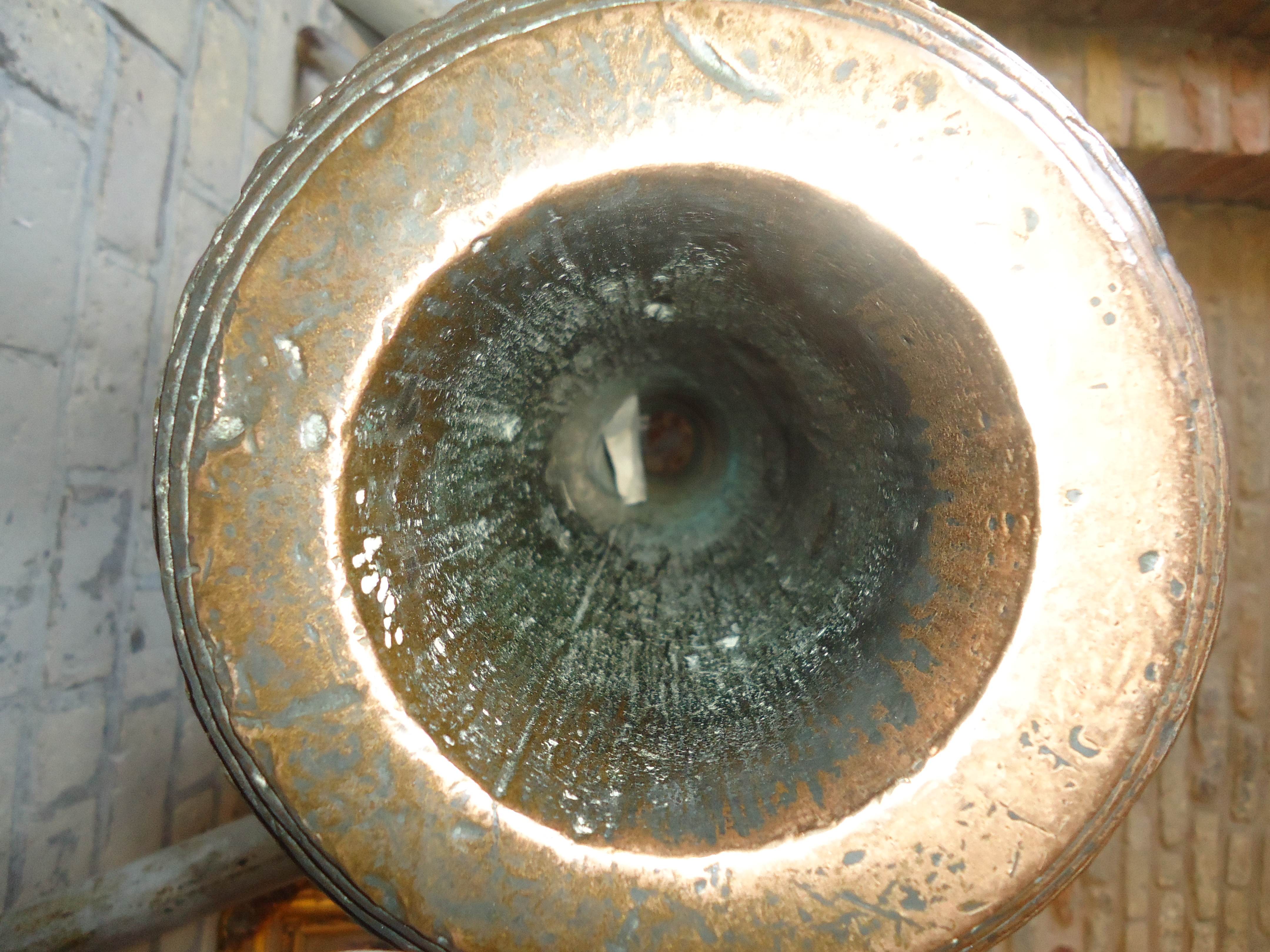
دهانهٔ یک توپ قدیمی در قلعهٔ فلک‌الافلاک خرم‌آباد

بااین‌همه، توپ‌های سرپُر هنوز هم در بسیاری از ارتش‌های جهان به کار برده می‌شود که در زبان فارسی آن را خمپاره‌انداز می‌نامند.

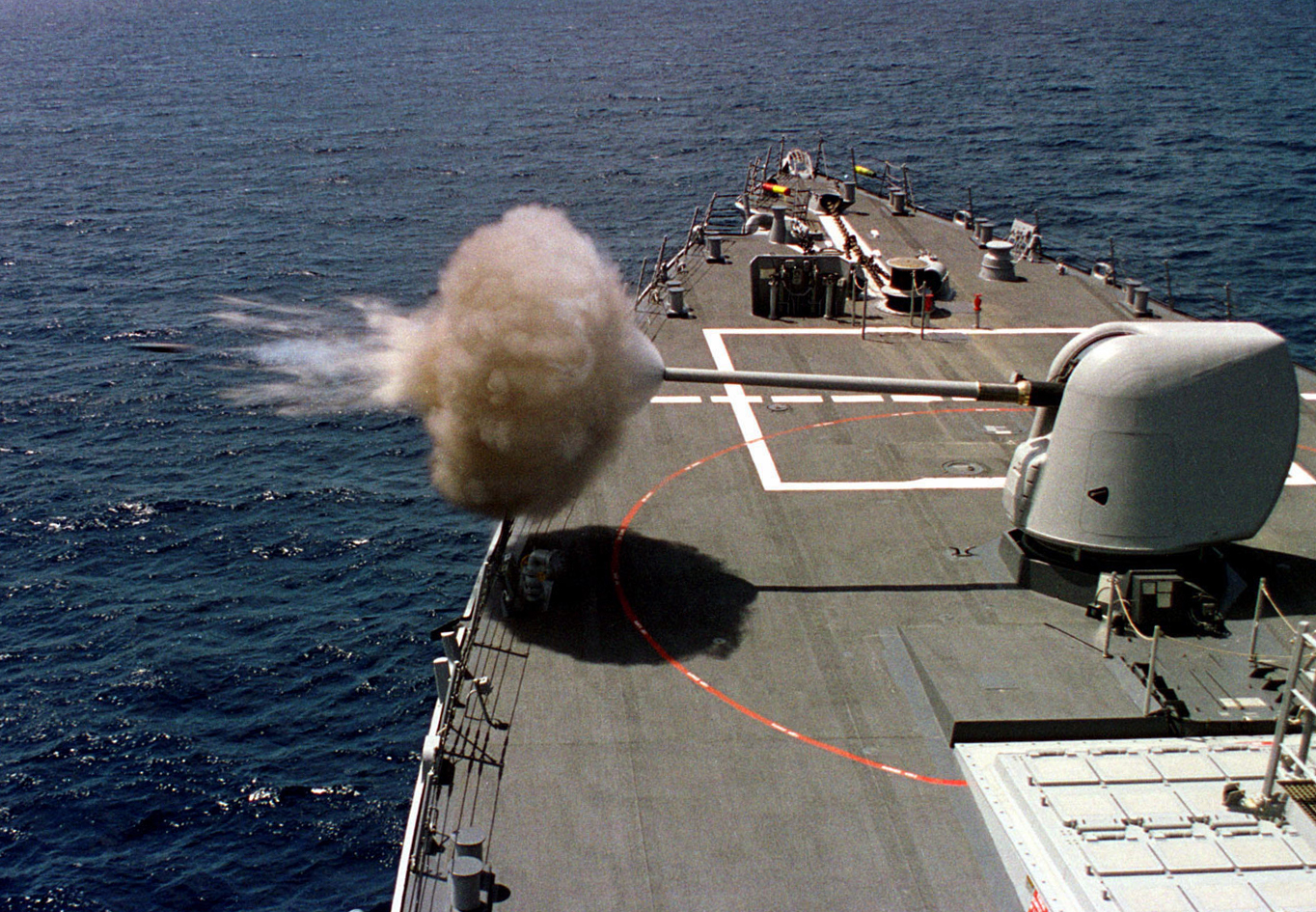
ناو جنگی نیروی دریایی آمریکا در حال شلیک توپ

## پیشینه
نخستین توپ‌ها پس از اختراع باروت در چین به‌وجود آمدند. در سدهٔ دهم میلادی، چینی‌ها از باروت برای سلاح‌های آتشین استفاده می‌کردند، اما از آنجا که دشمنانشان قبایل چابک و سواره‌نظام بودند، کاربرد گسترده‌ای برای توپ سنگین نداشتند. یکی از نخستین نمونه‌های توپ، «بمبارد» بود، سلاحی بسیار سنگین که گلوله‌های سنگی را با شدت کمی شلیک می‌کرد. این سلاح برای محاصرهٔ قلعه‌ها و شهرهای دیوارکشیده کاربرد داشت.
توپ مدرن حدود سال ۱۳۲۵ میلادی در ایتالیا پدید آمد، پس از آنکه باروت به اروپا رسید. سندی از ۱۳۲۶، از ساخت توپ‌های برنزی و گلوله‌های آهنی برای دفاع از فلورانس یاد می‌کند. بیست سال بعد، در نبرد کرسی (Crécy)، توپ‌ها در میدان جنگ استفاده شدند. در قرن پانزدهم، توپ سنگین‌ترین سلاح موجود در ارتش‌ها بود.
در سده شانزدهم، پادشاه فرانسه شارل هشتم از توپ برای تسخیر ناپل استفاده کرد و توانست دیوارهای شهرهای ایتالیایی را به‌راحتی فرو بریزد. در آن دوران، هر نوع توپ نام خاصی داشت: مانند کولورین (culverin) و هاویتزر (howitzer). بعدها، توپ‌ها براساس وزن گلوله (مثلاً ۱۸-پوندی) دسته‌بندی شدند.
با گسترش تولید آهن، از نیمهٔ قرن شانزدهم به بعد، ساخت توپ‌های آهنی در اروپا گسترده شد. این تحول باعث ارزان‌تر و فراوان‌تر شدن توپ‌ها شد. کشتی‌های جنگی و تجاری نیز از قرن شانزدهم به بعد به ردیف‌هایی از توپ مجهز شدند.
در سده‌های ۱۷ و ۱۸، هلندی‌ها در تجارت و قاچاق توپ‌های آهنی فعال بودند. با توسعهٔ فناوری‌هایی چون کوره‌های بلند و استفاده از نیروی آب یا حیوانات برای دمیدن هوا، امکان ساخت انبوه توپ‌های فلزی فراهم شد. در همین دوران، چین از پیشرفت‌های اروپایی عقب افتاد و توپ در آن کشور به حاشیه رفت.
در سده نوزدهم، دو تحول بزرگ رخ داد: شیارگذاری داخل لوله (که باعث چرخش گلوله و افزایش دقت می‌شود) و ساخت توپ‌های بارگذاری‌شونده از عقب. همچنین، گسترش گلوله‌های انفجاری و اختراع مواد منفجرهٔ قوی‌تر، کاربرد توپ‌ها را گسترده‌تر و مخرب‌تر کرد.
توپ نقش کلیدی در جنگ‌های قرن نوزدهم ایفا کرد. در دریا نیز، کشتی‌های زره‌پوش ساخته شدند تا در برابر گلوله‌های توپ مقاومت کنند، اما با پیشرفت گلوله‌های ضدزره، این کشتی‌ها نیز آسیب‌پذیر شدند.
در جنگ‌های ناپلئونی، برای شلیک علیه پیاده‌نظام از گلوله‌هایی استفاده می‌شد که پر از ساچمه‌های کوچک بودند، مانند گلوله‌ی شراپنل امروزی. این نوع گلوله در زبان فرانسوی «کارتوش» نامیده شد که بعدها به معنای «کارتریج» یا پوکهٔ فشنگ هم به‌کار رفت.
در جنگ‌های جهانی اول و دوم، توپ‌ها میلیون‌ها قربانی بر جای گذاشتند. کشتی‌هایی چون «یاماتو» و «بیس‌مارک» با توپ‌های غول‌آسا مسلح بودند. توپ ضد هوایی آلمان (۸۸ میلی‌متری) که بعدها به عنوان ضدتانک هم به‌کار رفت، بسیار مؤثر بود.
پس از جنگ جهانی دوم، پروژه‌هایی چون «بابیلون» و «هارپ» تلاش کردند توپ‌هایی غول‌پیکر برای شلیک گلوله در فواصل هزار کیلومتری بسازند. اما این پروژه‌ها در عمل متوقف شدند. امروزه، توپ‌های کلاسیک در دریا کاربرد محدودی دارند و بیشتر سامانه‌های هدایت‌شونده جای آن‌ها را گرفته‌اند.
در توپخانه‌های مدرن، به‌ویژه مدل‌هایی مانند PzH 2000 آلمانی یا M777 آمریکایی، از سامانه‌های جهت‌یابی جی‌پی‌اس، مسافت‌یاب لیزری و حتی سامانهٔ تنظیم زاویه با کمک هوش مصنوعی استفاده می‌شود. برخی می‌توانند هدفی در فاصله ۴۰ کیلومتری را با دقت متری هدف بگیرند.

## گونه‌ها

### توپ تانک

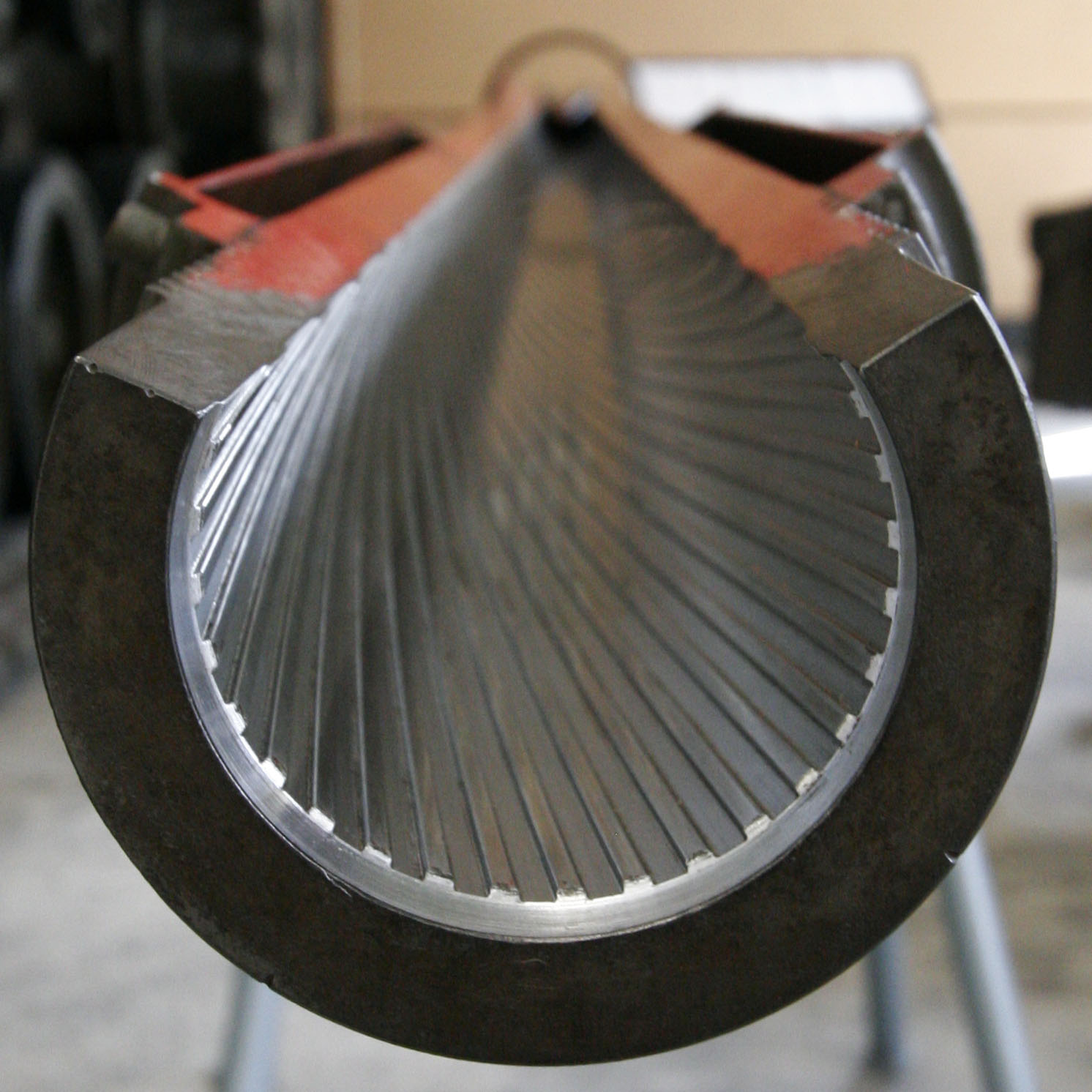
برش عرضی از توپ تانک ۱۰۵ میلی‌متری با لولهٔ خان‌دار

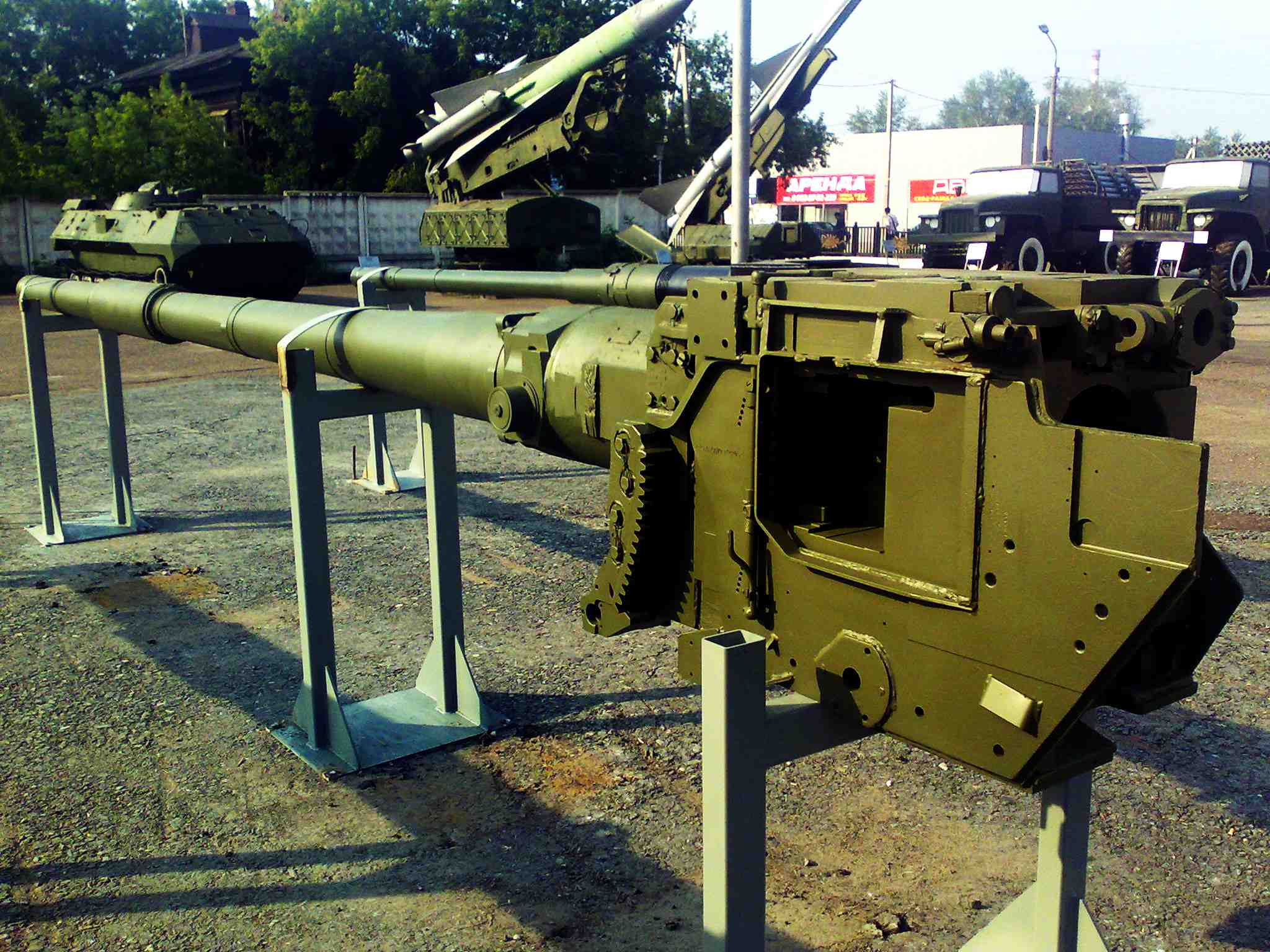
توپ تانک روسی 2A46M1 جداشده و به نمایش درآمده در موزه

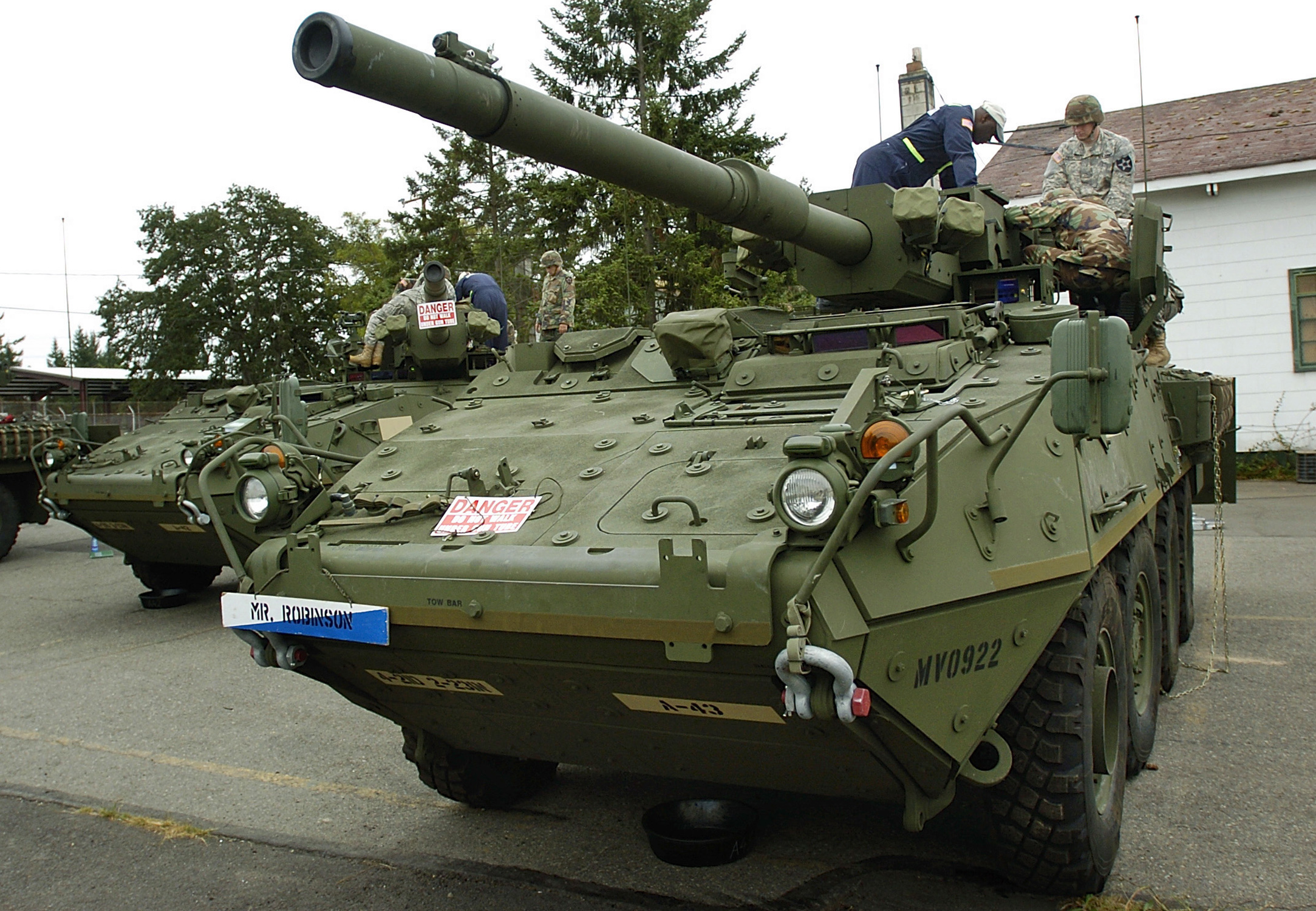
خودروی پشتیبانی آتش آمریکایی Stryker M1128 MGS با توپ ۱۰۵ میلی‌متری

توپ تانک سلاح اصلی تانک است، اما این عنوان به توپ‌هایی که در برجک تسلیحاتی بر روی خودرو زرهی سبک‌تر نصب شده‌اند نیز اطلاق می‌شود. این‌گونه خودروها معمولاً به‌عنوان شکارچی تانک یا «خودرو پشتیبانی آتش» شناخته می‌شوند. برخی خودروهای شناسایی نیز برای دفاع از خود مجهز به توپ تانک هستند.
توپ تانک ممکن است بر روی لافِت چرخ‌دار نیز نصب شود که در این صورت به آن توپ ضدتانک کششی گفته می‌شود. واحدهایی که از این توپ‌ها استفاده می‌کنند، جزء توپخانه ضدتانک به‌شمار می‌روند. پس از جنگ جهانی دوم، توسعهٔ توپ‌های ضدتانک کششی تنها در شوروی ادامه یافت و کشورهای دیگر بیشتر به موشک هدایت‌شونده ضدتانک روی آوردند.
در جریان جنگ جهانی دوم، قوی‌ترین توپ تانک دارای کالیبر ۱۲۸ میلی‌متر و نصب‌شده بر یاگتایگر بود. تانک‌های غربی امروزی معمولاً توپ‌هایی با کالیبر ۱۲۰ میلی‌متر و تانک‌های روسی با کالیبر ۱۲۵ میلی‌متر دارند. پرکاربردترین مدل مدرن، Rheinmetall Rh-120 آلمانی است که تحت لیسانس در آمریکا برای M1 آبرامز تولید می‌شود. بیشتر توپ‌های مدرن دارای لوله بدون خان هستند. استثنا در این میان، توپ تانک Challenger 2 بریتانیایی است که دارای لوله خان‌دار می‌باشد.
در تانک‌های روسی مانند T-72، قابلیت شلیک موشک ضدتانک هدایت‌شونده نیز وجود دارد، اما این قابلیت تنها در مدل‌های مخصوص ارتش روسیه فعال است. برخی تانک‌ها به سامانهٔ بارگذاری خودکار مجهز هستند، اما چون این سامانه‌ها مستقل از خود توپ عمل می‌کنند، این توپ‌ها را نمی‌توان «خودکار» دانست.

### توپ دریایی

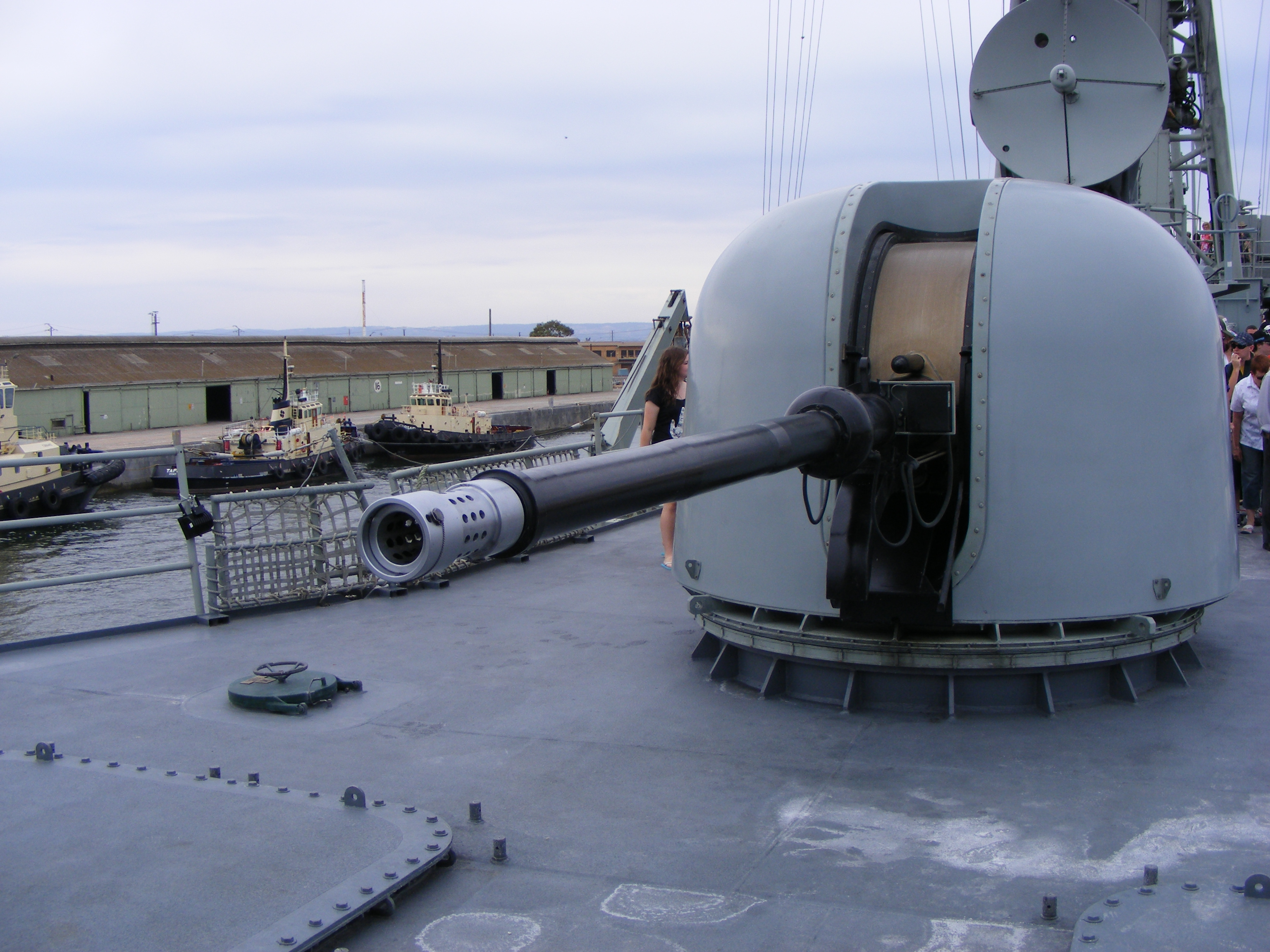
توپ دریایی ۷۶ میلی‌متری OTO Melara Compact

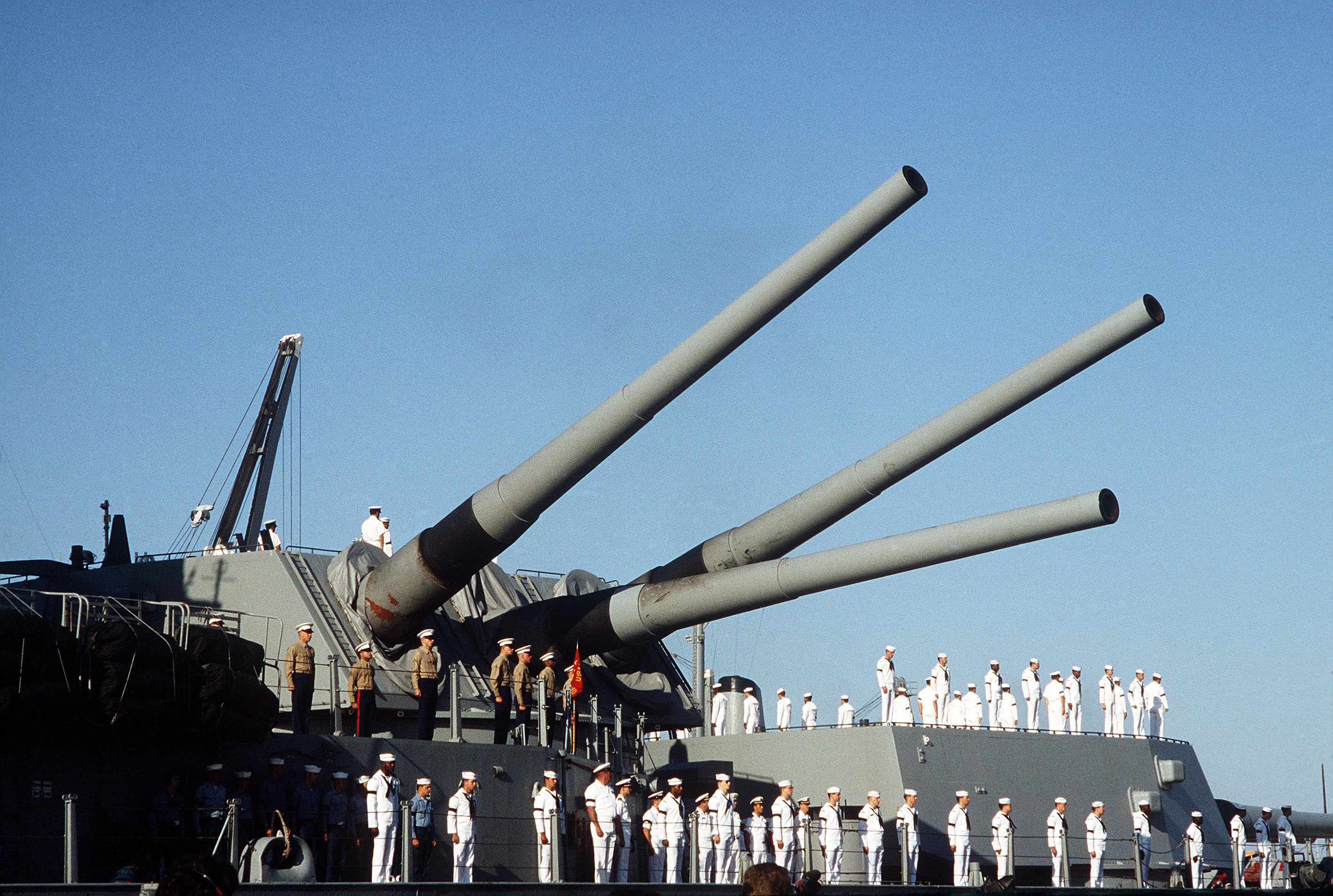
برجک توپ ۴۰۶ میلی‌متری در کشتی جنگی کلاس آیووا

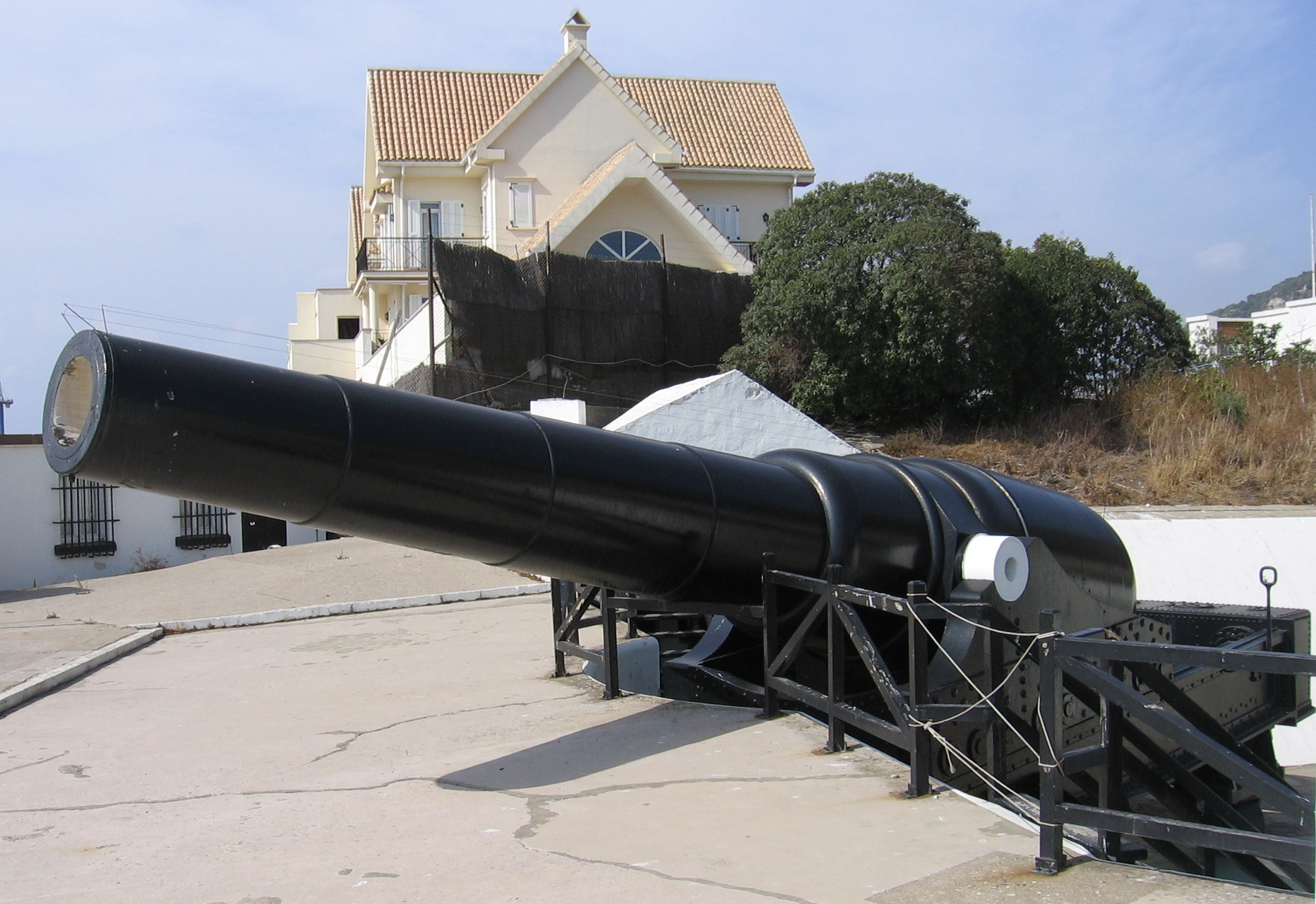
توپ ۴۵۰ میلی‌متری در جبل‌الطارق؛ مشابه با توپ‌های کشتی‌های جنگی ایتالیایی «کایو دولیو» و «انریکو داندولو»

توپ دریایی نوعی توپ همه‌منظوره است که می‌تواند برای آتش مستقیم به کشتی‌ها و اهداف ساحلی، و نیز برای آتش غیرمستقیم به اهداف داخلی استفاده شود. با بهره‌گیری از سامانه کنترل آتش مدرن، این توپ‌ها می‌توانند علیه هواپیماها و موشک ضدکشتی نیز به‌کار روند.
توپ‌های دریایی معمولاً در برجک بسته نصب می‌شوند. نمونه‌های مدرن آن‌ها اغلب روی سینه و گاه در پاشنه نیز نصب می‌شوند. همهٔ توپ‌های دریایی امروزی به سامانه بارگذاری خودکار مجهزند.
در جنگ جهانی دوم، کشتی‌های جنگی مانند یاماتو و موساشی به توپ‌هایی با کالیبر ۴۶۰ میلی‌متر مجهز بودند. کشتی‌های کلاس آیووا نیز از توپ‌های ۴۰۶ میلی‌متری بهره می‌بردند. امروزه رایج‌ترین کالیبر توپ‌های دریایی تا ۱۲۷ میلی‌متر است. پرکاربردترین توپ دریایی مدرن OTO Melara 76 mm ایتالیایی است.

### توپ خودکار

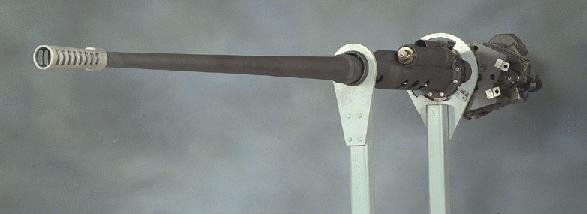
توپ خودکار M242 بوش‌مستر، تسلیح خودروی رزمی پیاده‌نظام M2 برادلی

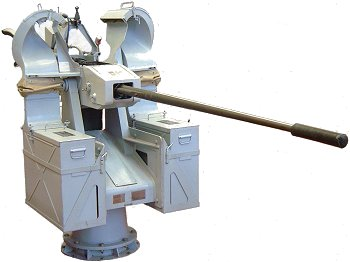
توپ خودکار ۲۰ میلی‌متری GIAT F2 نصب‌شده بر لافت دریایی

توپ خودکار نوعی سلاح خودکار با کالیبر بالا (معمولاً ۲۰ تا ۴۰ میلی‌متر) است که توانایی شلیک پی‌در‌پی گلوله‌های انفجاری را دارد. از این توپ‌ها در هواگردها، خودروهای زرهی سبک، قایق‌های سریع و به‌عنوان توپ ضدهوایی استفاده می‌شود.
در برخی تانک‌های صادراتی مانند AMX-32 و AMX-40 از توپ خودکار به‌جای مسلسل هم‌محور استفاده شده است. همچنین در T-72M2 اسلواکی و BMP-3 روسی نیز نمونه‌هایی از توپ خودکار به‌کار رفته‌اند.

### توپ ضدهوایی

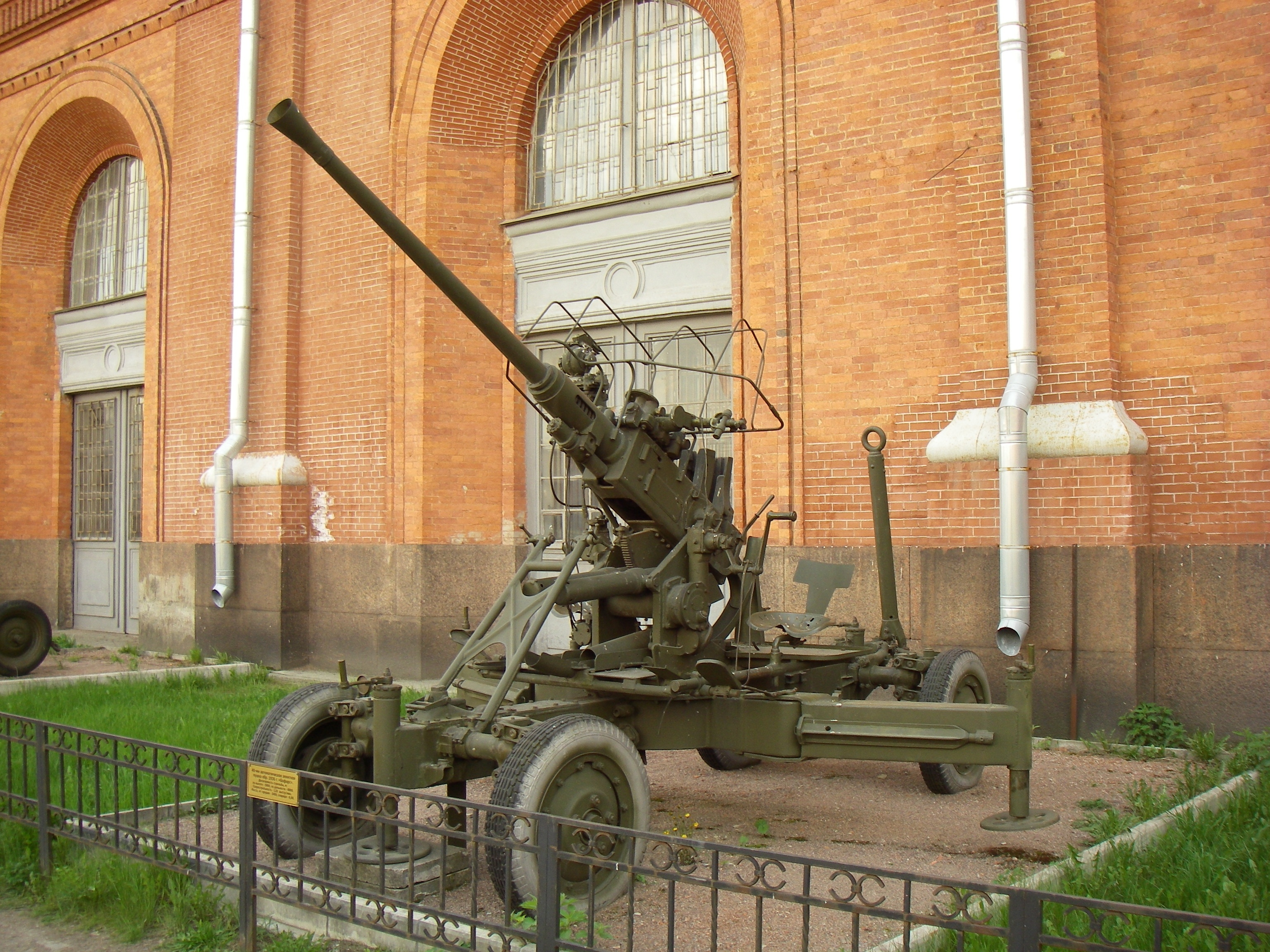
توپ ضدهوایی کششی ۴۰ میلی‌متری Bofors در سن‌پترزبورگ

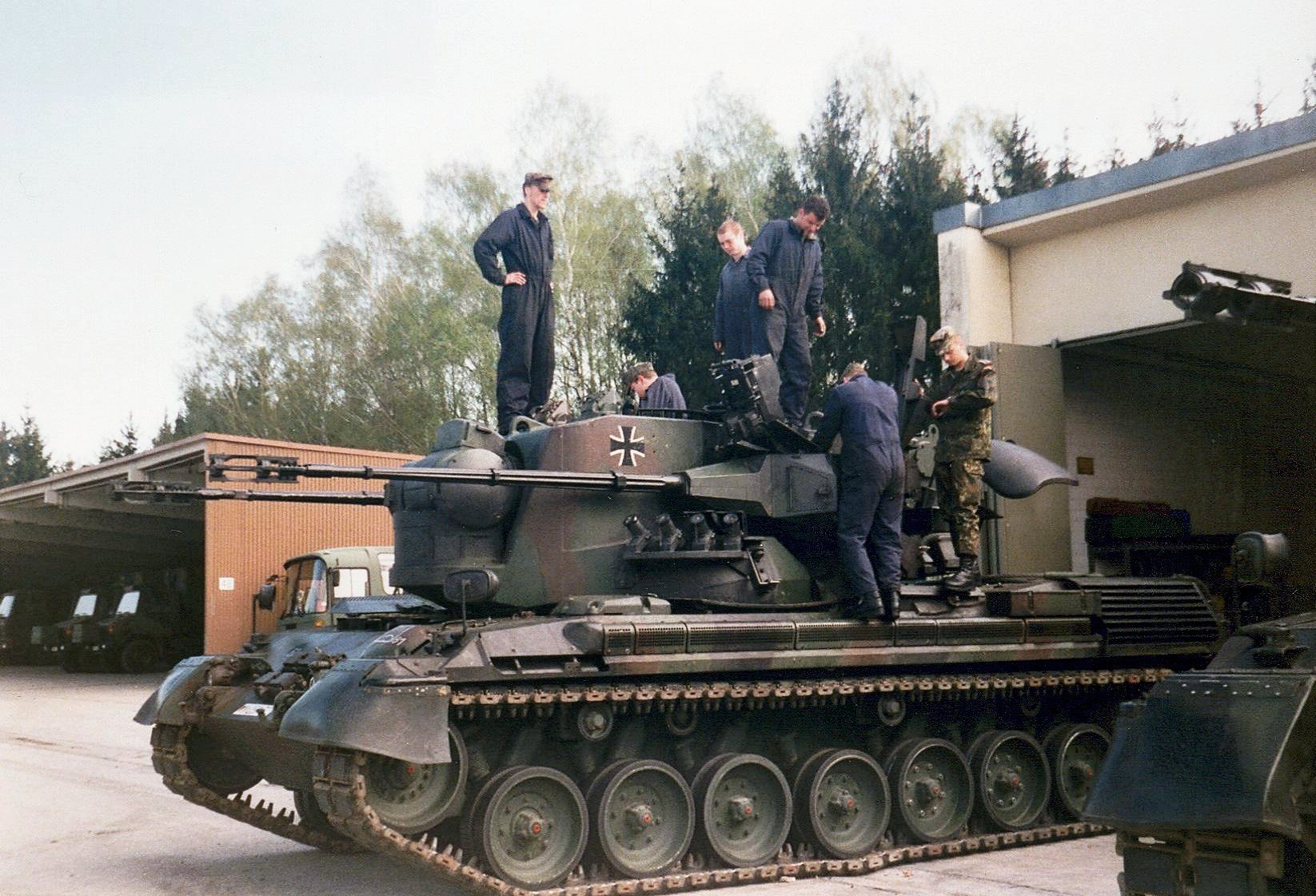
سامانهٔ خودکششی ضدهوایی فلک‌پانزر گپارد

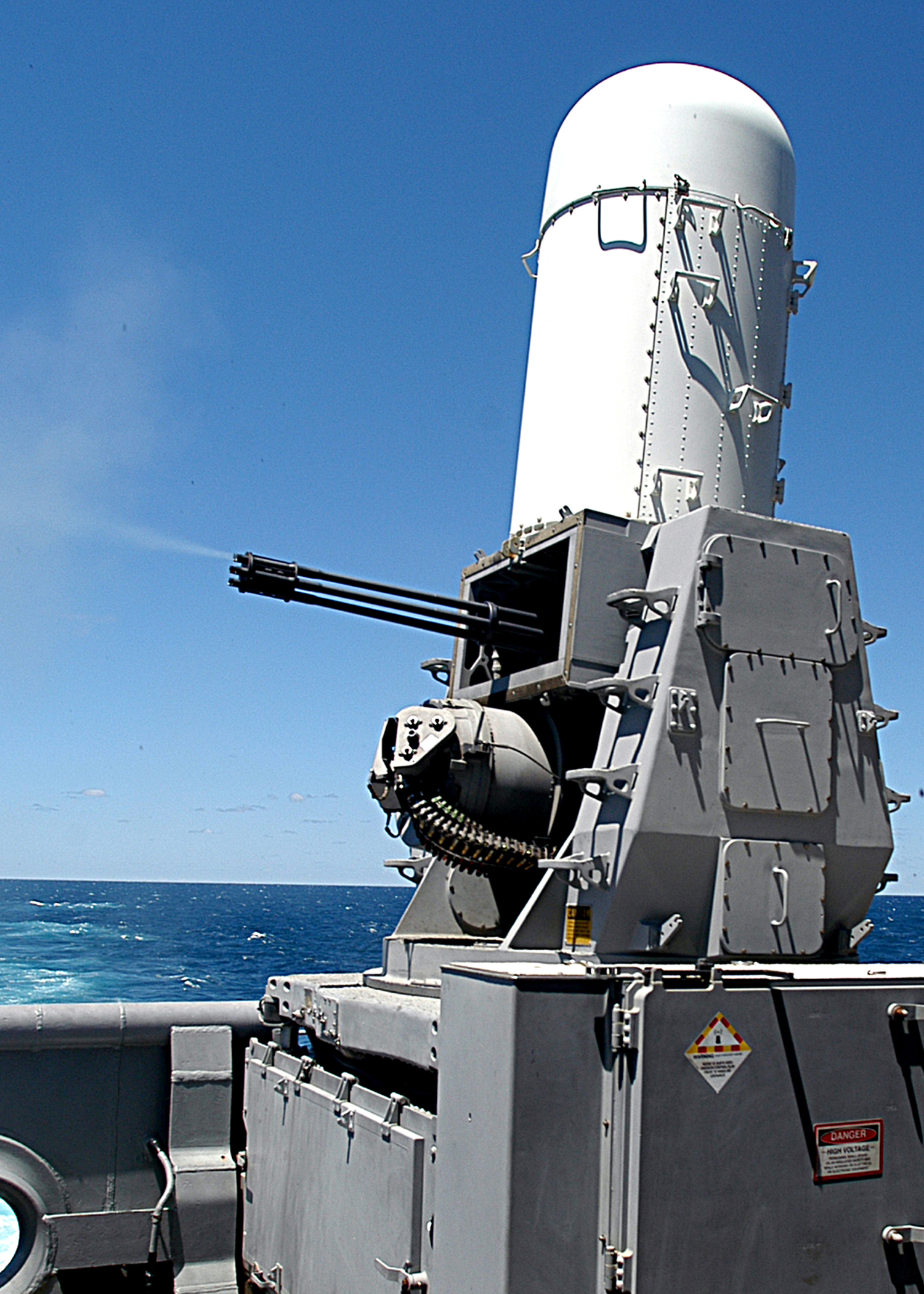
سامانهٔ دفاع نزدیک دریایی فالانکس (Phalanx CIWS)

توپ ضدهوایی (به‌اختصار: PL) برای مقابله با هواپیماها و موشک هدایت‌شونده طراحی شده است. این توپ‌ها می‌توانند علیه اهداف زمینی نیز استفاده شوند. نمونهٔ معروف تاریخی آن، توپ Flak 88 آلمانی است.
در عصر مدرن، توپ‌های ضدهوایی بیشتر به‌صورت توپ خودکار درآمده‌اند و به سامانه دفاع نزدیک مجهز هستند. شناخته‌شده‌ترین سامانهٔ امروزی Phalanx CIWS آمریکایی است که به‌عنوان دفاع نقطه‌ای در کشتی‌ها و پایگاه‌ها به‌کار می‌رود. برخی مدل‌ها مانند Gepard آلمانی یا ZSU-23-4 روسی، روی خودروهای زرهی نصب می‌شوند.

### توپ هوایی

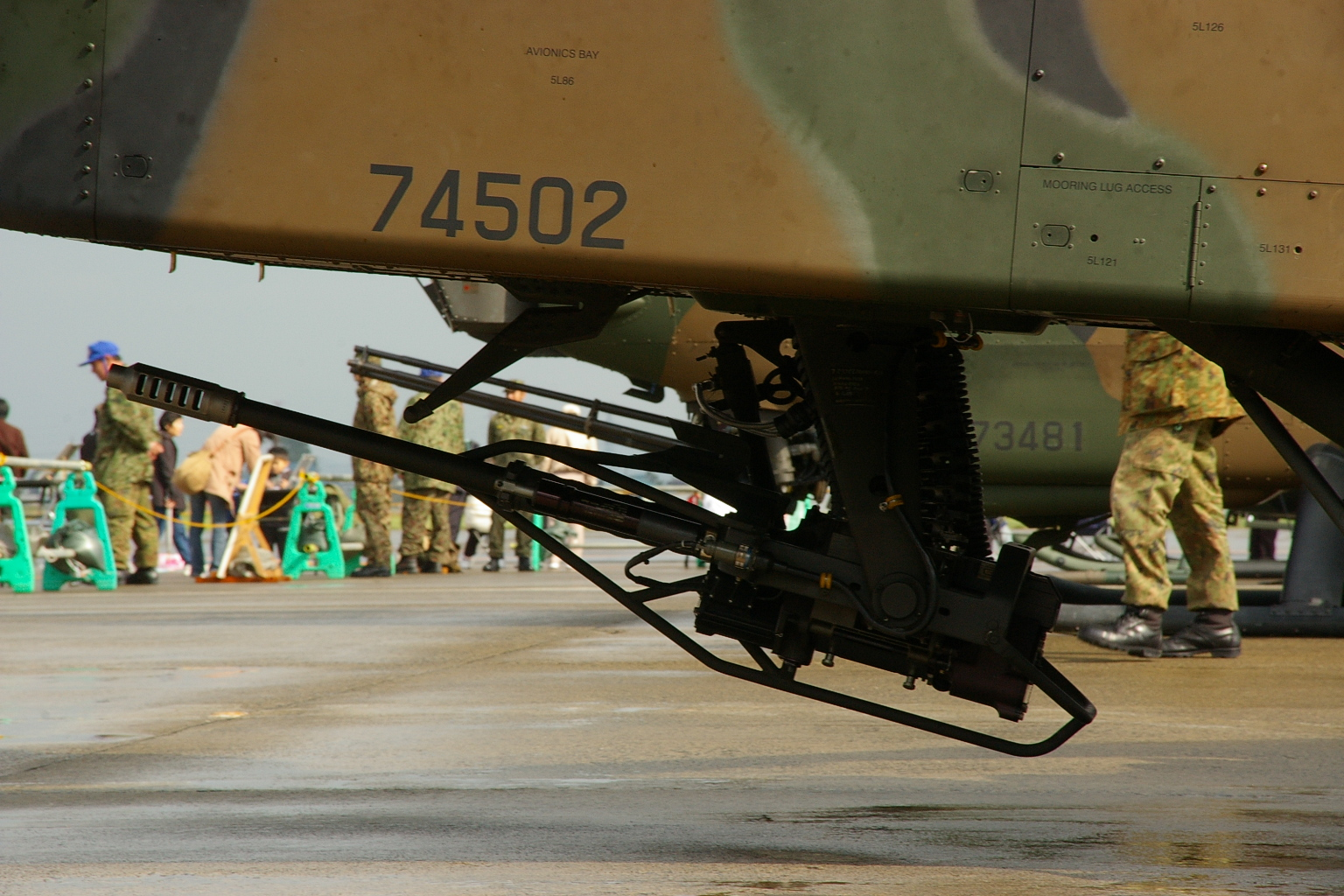
توپ زنجیره‌ای ۳۰ میلی‌متری M230 در دماغهٔ بالگرد آپاچی (AH-64)

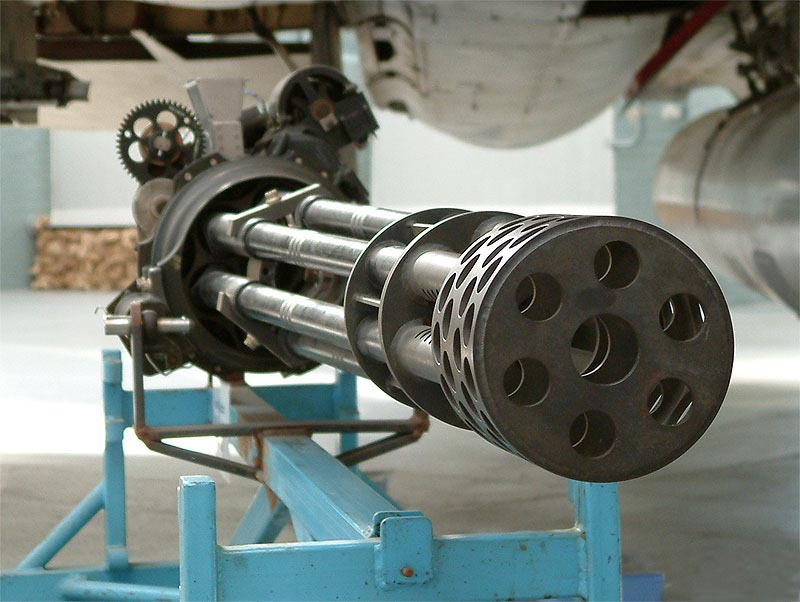
توپ گتلینگ چرخشی آمریکایی M61 Vulcan

توپ هوایی گونه‌ای توپ خودکار است که در جنگندهها و بالگردهای تهاجمی به‌کار می‌رود. این توپ‌ها جایگزین مسلسلهای کم‌قدرت‌تر شده‌اند و در نبردهای هوایی یا حمله به اهداف زمینی کاربرد دارند.
در هواپیماهای جنگی، توپ در بدنه یا زیر بال نصب می‌شود و در بمب‌افکن‌ها در برجک بدون سرنشین نصب شده است. در بالگردها مانند AH-64 آپاچی، توپ با کلاه‌خود هدف‌گیری خدمه هماهنگ است. مدل‌هایی مانند Ka-50 روسی توپ را در کنار بدنه نصب می‌کنند.
برخی توپ‌های هوایی برای افزایش نرخ آتش، به‌صورت دو‌لوله، چرخشی (مانند گتلینگ) یا رولور طراحی شده‌اند. قوی‌ترین نمونه، GAU-8 آونجر است که روی A-10 تاندربولت نصب شده.

### توپ بدون پس‌زنی

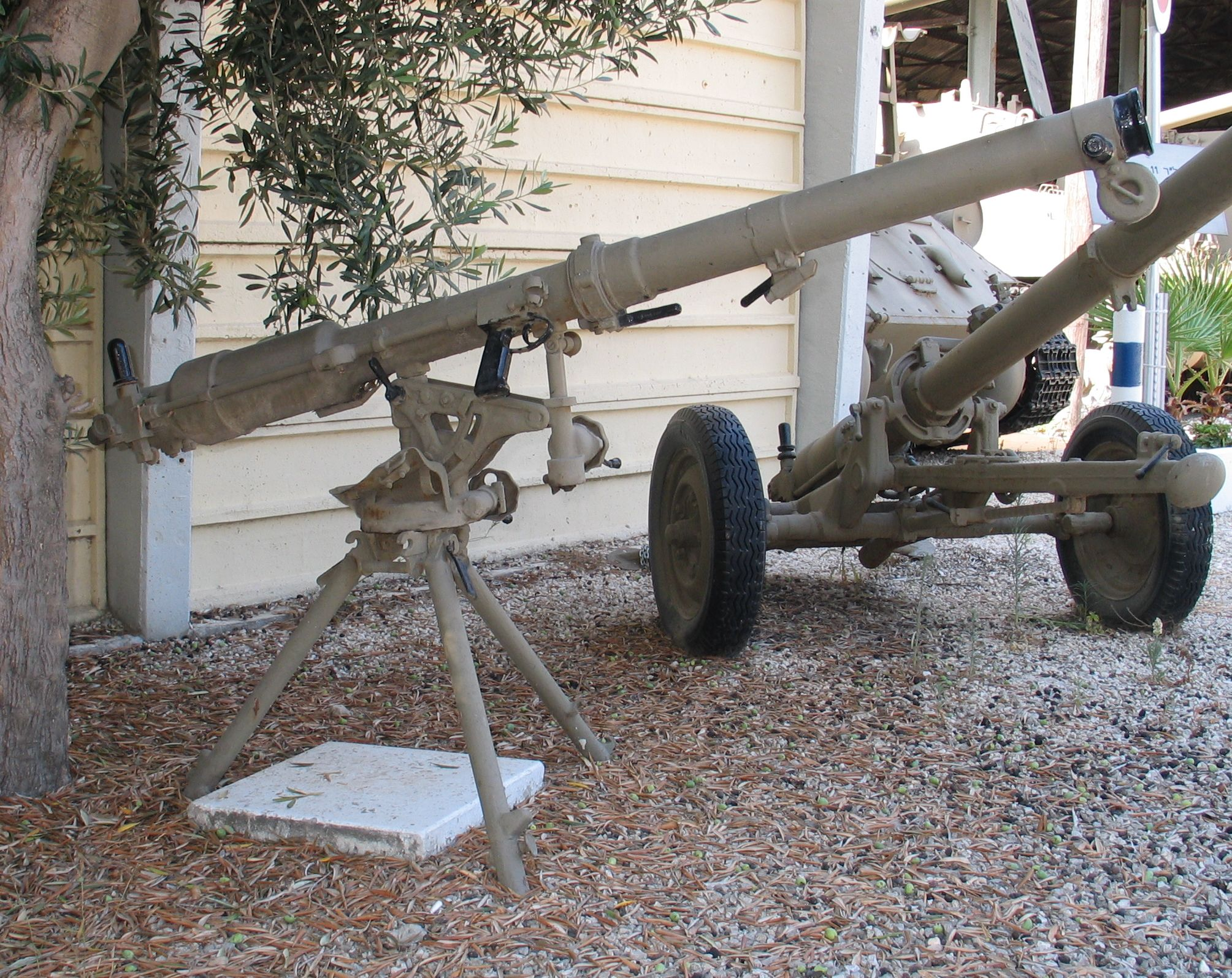
توپ‌های بدون پس‌زنی شوروی: B-10 با کالیبر ۸۲ میلی‌متر و B-11 با کالیبر ۱۰۷ میلی‌متر (در پس‌زمینه)

توپ بدون پس‌زنی گونه‌ای از توپ است که با خارج کردن بخشی از گازهای حاصل از انفجار از عقب لوله، پس‌زنی را خنثی می‌کند. این توپ‌ها نیازی به سامانه‌های ترمز عقب‌زن ندارند و روی پایه‌های سبک نصب می‌شوند.
این نوع توپ‌ها گاهی روی خودروی وانت در درگیری‌های نظامی نصب می‌شوند. ایراد آن، پیچیدگی مهمات و خطر ناشی از خروج گاز به عقب است.

### گونه‌های خاص توپ
- توپ ۱۶۵ میلی‌متری AVRE بریتانیایی برای تخریب بونکرهای بتنی.
- توپ ۱۵۲ میلی‌متری M81 آمریکا که قابلیت شلیک موشک شیل‌لا را نیز دارد.
- توپ کم‌فشار ۷۳ میلی‌متری 2A28 روی BMP-1.
- توپ ریلی گوستاو سنگین آلمان با وزن ۲۹۰ تن، طول ۳۲٫۵ متر و برد ۳۹ کیلومتر که می‌توانست گلوله‌ای ۷ تُنی شلیک کند.